# Choeronycteris mexicana
Choeronycteris mexicana is een bladneusvleermuis van de Nieuwe Wereld (Phyllostomidae) en is het monotypisch taxon voor het geslacht Choeronycteris.